# Le Touquet Challenger 1980
Il Le Touquet Challenger 1980 è stato un torneo di tennis facente parte della categoria ATP Challenger Series nell'ambito dell'ATP Challenger Series 1980. Il torneo si è giocato a Le Touquet in Francia dal 18 al 24 agosto 1980 su campi in terra rossa.

## Vincitori

### Singolare
Christophe Casa ha battuto in finale  Jérôme Vanier con il punteggio di 6–4, 5–7, 6–4, 4–6, 6–2

### Doppio
Dave Siegler /  Robbie Venter hanno battuto in finale  Hans Simonsson /  Tenny Svensson con il punteggio di 7–6, 4–6, 6–3